# Ovirissoa
Ovirissoa là một chi ốc biển nhỏ, là động vật thân mềm chân bụng sống ở biển trong họ Rissoidae.

## Các loài
Các loài trong chi Ovirissoa gồm có:
- Ovirissoa adarensis (Smith, 1902)[2]